# 弗林特河鎮區 (愛荷華州德梅因縣)
弗林特河鎮區（英語：Flint River Township）是位於美國愛荷華州德梅因縣的一個行政鎮區。

## 地方資料
根據2010年美國人口普查的數據，弗林特河鎮區的面積為80.53平方千米，當中陸地面積為80.44平方千米，而水域面積為0.09平方千米。當地共有人口2227人，而人口密度為每平方千米27.65人。